# فيليكس أوتو
فيليكس أوتو (بالألمانية: Felix Otto)‏ هو مجدف ألماني، ولد في 14 يونيو 1983 في دوسلدورف في ألمانيا.

## وصلات خارجية
- فيليكس أوتو على موقع الاتحاد الدولي للتجديف (الإنجليزية)